# Големо врело
43° 15′ 27″ С; 22° 05′ 08″ И / 43.2575° С; 22.0855° И
Големо врело  или Студена једно је од многобројних крашки извора разбијеног типа у кршу југоисточне Србије, на северо-западним падинама Мосорa (985 m), у непосредној близини Јелашничке клисуре, око 17 km источно од Ниша. Врело избија непосредно изнад села Доња Студена, из кречњачког масива Суве планине, на надморској висни од 400 m. Због геолошког састава околине и сливног подручја, које заузима знатно пространство, Големо врело се прехрањује водом падавина на читавој површини слива. Сматра се једним од прирдних богатстава Нишке котлине.

## Геоморфологија
Најважнији седименти, који изграђују сабирну област Големог врела су црвени пешчари, који заједно са карбонским седиментима чине подлогу кречњачкој маси. Карбонски седименти представљени су шкриљаним глинама и оргилошистима.
Благодарећи тектонској поломљености кречњака они су у вишим партијама знатно карстификовани па самим тим и јако пропустљиви за воду. Доње доломитичне партије кречњака и доломити мање су карстификовани нарочито у зони извора и испод њега.
Изнад села Доња Студена на најнижем делу контакта између кречњака односно доломита и црвених пешчара, Големо врело се појављује у виду разбијеног извора, са већим бројем водених млазева. Вода избија из бројних пукотина различитих димензија. Њихова ширина је на појединим местима од неколико сантиметара до 0,5 m. Кроз овакве пукотине креће се карсна вода и ствара већи број мањих извора којих има укупно 14. Висинска разлика од најнижег до највишег извора износи 10 m. Највећа водена маса креће се гравитационо одозго наниже из широких кречњацких пукотина.
Кроз кречњачке пукотине подземна вода се лако креће док је кретање воде кроз црвене глинце и пешчаре практично онемогућено услед распадања глинаца и стварања глине која попуњава поре.

## Сабирна зона и издашност
Врело се храни водом из простране али узане кречњачке зоне. Кречњаци су у својим вишим деловима знатно карстификовани а у дубљим деловима где је терен изграђен од доломита и доломитских кречњака карстификација је далеко мања. Из тих разлога понирање атмосферске воде у кречњачку масу је интензивно, вода се брзо спушта у дубину и храни карсну издат, затим наставља више мање хоризонтално кретање према зони истицања.
Котлинско-планинске области Источне Србије у коју спада и Сува планина са својим врелима познате су по јаким краткотрајним пљусковима. Познати су примери да се у току само неколико часова излучи чак и полугодишња сума падавина. Овакав режим падавина једним делом утиче, и на издашност Големог врела. Зато издашност врела, као укупна количина воде свих његовох извора, у појединим добима године. Средња годишња издашност износи 327 l/sec. Период смањења издашности је веома дуг а крива колебања веома блага што указује на добру ретенциону моћ кречњачке масе кроз коју се вода креће.
Међутим за ово врело се може рећи да је његова крива колебања издашности вода и релативно мала осцилације издашности врела, доста редак пример када су у питању карсна врела. Наиме Големо врело под Сувом планином, показују знатно другачији режим издашности. На пример у периоду осматрања од 1953—1955. године, 
- Средња издашност овог врела износила је 327 l/sec.
- Минимална издашност се кретала око 240 l/sec
- Максимална издашност била је нешто преко 400 l/sec.[5]

Однос измећу минималних и максималних вода овог врела креће се у сразмери 1:1,7. На основу ових података закључено је да се ради о врелу врло уједначене издашности а то значи да оно у свом подземном сливу има влике акумулационе резервоаре.
Међутим и код овог врела јавља се по један максимум. и минимум али се запажају и осцилације. Тако су се у периоду од јануара до априла на Големом врелу јављала два максимума и један осетан минимум у марту. Овај вид колебања последица је првенствено температурних колебања нарочито код појаве негативних вредности.

## Експлоатација врела
Експлоатација овог изворишта, укључивањем у нишки водоводни систем почела је 1962. године. На водозахвату су изрграђене три посебна каптажне грађевине из којих се цевоводима вода усмерава ка сабирној комори са шиканама, у којој се врши хлорисање воде.